# Глођи
Глођи (мкд. Глоѓи) су насеље у Северној Македонији, у северном делу државе. Глођи припадају општини Теарце.

## Географија
Насеље Глођи је смештено у северном делу Северне Македоније. Од најближег већег града, Тетова, насеље је удаљено 14 km северно.
Глођи се налазе у доњем делу историјске области Полог. Насеље је положено на северозападном ободу Полошког поља. Источно од насеља пружа се поље, а западно се издиже Шар-планина. Надморска висина насеља је приближно 540 метара.
Клима у насељу је умерено континентална. 

## Становништво
Глођи су према последњем попису из 2002. године имали 1.295 становника.
Претежно становништво у насељу су Албанци (76%), а у мањини су етнички Македонци (24%).
Већинска вероисповест је ислам, а мањинска православље.